# Gonophora
Gonophora es un género de escarabajos de la familia Chrysomelidae. El género fue descrito por Chevrolat en 1837.
Lista de especies del género:
- Gonophora aemula (Gestro, 1897)
- Gonophora akalankita Maulik, 1919
- Gonophora albitarsis (Gestro, 1910)
- Gonophora angulipennis (Gestro, 1913)
- Gonophora angusta (Gestro, 1917)
- Gonophora apicalis (Baly, 1858)
- Gonophora atra (Gestro, 1885)
- Gonophora basalis (Gestro, 1885)
- Gonophora bicoloripes (Pic, 1930)
- Gonophora bimaculata (Chapuis, 1876)
- Gonophora blandula (Würmli, 1976)
- Gonophora borneana (Gressitt, 1939)
- Gonophora bowringii (Baly, 1858)
- Gonophora brevicornis (Weise, 1905)
- Gonophora cariosa (Gestro, 1897)
- Gonophora cariosicollis Gestro, 1903
- Gonophora chalybeata Baly, 1858
- Gonophora chapuisi Baly, 1876
- Gonophora clathrata (Gestro, 1908)
- Gonophora coomani Pic, 1930
- Gonophora diluta (Gestro, 1897)
- Gonophora donckieri Pic, 1934
- Gonophora exilis (Gestro, 1919)
- Gonophora femorata (Weise, 1913)
- Gonophora gibbera Uhmann, 1960
- Gonophora haemorrhoidalis (Weber, 1801)
- Gonophora integra (Baly, 1858)
- Gonophora laevicollis (Uhmann, 1928)
- Gonophora lineata (Baly, 1878)
- Gonophora linkei Uhmann, 1930
- Gonophora maculipennis (Gestro, 1906)
- Gonophora masoni (Baly, 1888)
- Gonophora mindoroica (Uhmann, 1955)
- Gonophora mjobergi (Uhmann, 1939)
- Gonophora nigricauda (Motschulsky, 1866)
- Gonophora nigrimembris (Weise, 1924)
- Gonophora nitidicollis (Gestro, 1899)
- Gonophora oenoptera (Gestro, 1897)
- Gonophora opacipennis Gestro, 1903
- Gonophora pallida (Baly, 1858)
- Gonophora pitambara (Basu, 1999)
- Gonophora pulchella (Gestro, 1888)
- Gonophora raapii (Gestro, 1897)
- Gonophora raktava (Basu, 1999)
- Gonophora ritsemae Gestro, 1896
- Gonophora rufula (Gestro, 1897)
- Gonophora sundaica (Gestro, 1910)
- Gonophora taylori Spaeth, 1933
- Gonophora tibialis (Baly, 1878)
- Gonophora uhmanni Pic, 1930
- Gonophora unifasciata (Gestro, 1885)
- Gonophora unimaculata (Pic, 1930)
- Gonophora whitei (Baly, 1858)
- Gonophora xanthomela (Wiedemann, 1823)